# Polypodium martensii
Polypodium martensii es un helecho, miembro de la familia Polypodiaceae; el nombre Polypodium, significa “muchos pies” haciendo referencia a las pinas que integran las láminas, la especie está nombrada en honor al botánico Martín Martens quien vivió de 1797 a 1863 y estaba especializado en el estudio y clasificación de los helechos y junto con Henri Guillaume Galeotti publicaron un importante tratado de los helechos mexicanos.

## Clasificación y descripción
Rizoma: rastrero, de 7 a 10 mm de diámetro, con escamas pálidas de color café rojizo;  frondes: de 23 a 42 cm de largo; pecíolo: de 1/6 a 1/4 del largo de la fronda, de color café con densos pelos diminutos de 0.1 mm de largo; lámina: de forma linear-lanceolada a ovado-lanceolada, pinnada, de 5 a 9 cm de ancho; raquis: de color café rojizo oscuro, con pelillos densos; pinnas: de forma linear-oblonga a linear-deltadas, sus bases se adhieren al caquis, con el ápice agudo a obtuso, presentan pelillos largos notables a simple vista; soros: redondos; indusio: no presente.

## Distribución
Endémica de México, desde el noreste hasta el centro sur en los estados de Chihuahua, Distrito Federal, Guanajuato, Hidalgo, México, Michoacán, Morelia, Nuevo León, Oaxaca, Puebla Querétaro, San Luis Potosí, Tamaulipas y Veracruz.

## Ambiente
Epífita, en bosques de pino y coníferas, requiere de sitios sombreados y húmedos.

## Estado de conservación
No se encuentra sujeta a ningún estatus de conservación.